# Бег, Мансур
Мансур Бег (???? ― XVI в.) ― дагестанский чиновник времён династии Сефевидов, первый официально засвидетельствованный правитель города Дербента в период правления Сефевидов. Был назначен хакемом Дербента в 1509 году во время правления царя Исмаила I. После непродолжительного пребывания Мансура в должности его сменили члены семьи Ширваншахов.

## Биография
Был хакемом (правителем) Дербента в 1509 году во время правления царя Исмаила I (правившего с 1501 по 1524 годы). После непродолжительного пребывания Мансура в должности его сменили члены семьи Ширваншахов, которые управляли городом под сюзеренитетом Сефевидов, обычно через кастелянов, до 1538 года. После этого Дербентом снова стали управлять непосредственно назначенные чиновники Сефевидов.